# Watt-Mechanismus
Der Watt-Mechanismus (nach seinem Erfinder James Watt) ist ein Koppelgetriebe. Es setzt sich zusammen aus dem Wattgestänge und dem Watt-Parallelogramm:
- das Wattgestänge ist ein Maschinenelement zur Umwandlung einer rotatorischen Schwenkbewegung in der Ebene in eine angenähert geradlinige Bewegung (Geradführung)
- das Watt-Parallelogramm skaliert die Bewegung des Wattgestänges.[1]

Die Umsetzung der Bewegung durch das Wattgestänge und die Vergrößerung des Hubs durch ein Parallelogramm sind zwei unabhängige Mechanismen, die auch separat verwendet werden können. Diese funktionelle Trennung wurde lange Zeit verwischt, so dass in zahlreichen älteren Veröffentlichungen der Watt-Mechanismus insgesamt als Watt-Parallelogramm bezeichnet wurde.
Andere mechanische Konstruktionen, die ähnlich wie das Wattgestänge eine rotatorische Schwenkbewegung in eine geradlinige Bewegung umsetzen, sind der Inversor von Peaucellier und das Tschebyschow-Parallelogramm.

## Wirkungsweise

### Wattgestänge

Wattgestänge (Animation)

Das Wattgestänge ist der eigentliche Mechanismus, der die Bewegung eines Punktes auf einem Kreisbahnabschnitt in eine Bewegung auf einer Lemniskate umsetzt. In einigen Einsatzbereichen wird das Wattgestänge deshalb auch als Lemniskatenlenker bezeichnet (s. u. Anwendungen). Für kleine Auslenkungen ist die Bahn der Lemniskate annähernd geradlinig.
Das obere Diagramm zeigt den Bewegungsablauf eines Wattgestänges ohne Parallelogramm. Hier bewegen sich die Endpunkte von L1 und L3 auf Kreisbahnen, der Punkt P auf einer Lemniskate.
Im unteren Diagramm besteht das Wattgestänge nur aus den beiden festen Punkten A und G, den beiden Hebeln AB und EG, die sich in A und G drehen können, und dem Hebel BE, der an seinen Endpunkten drehbar (!) mit den beiden genannten Hebeln verbunden ist. Wenn der Hebel AB hin- und hergedreht wird, bewegt sich Punkt F fast auf einer geraden Linie auf und ab. Und umgekehrt: wenn sich Punkt F auf einer fast geraden Linie auf und ab bewegt, wird der Hebel AB hin- und hergedreht.

### Watt-Parallelogramm
Das Watt-Parallelogramm, genannt auch Wattsches Parallelogramm, wird im Diagramm von den Punkten BCDE gebildet, wobei alle vier Eckpunkte drehbare Gelenke sind. Es hat die Funktion eines Pantografen – da die Punkte A, F und D bei passender Länge von CD auf einer Geraden liegen und der Abstand von A zu D immer proportional dem Abstand von A zu F ist, vollführt also D die gleiche Bewegung wie F, nur „vergrößert“. Wenn sich F auf einer (beinahe) geraden Linie bewegt, dann also auch D – der Punkt, der mit dem Kolben H verbunden ist.
Zum Betrieb einer Maschine wäre das Parallelogramm streng genommen nicht nötig – man könnte die Stange, die am Kolben H beginnt, auch direkt mit F verbinden. Das hätte aber zur Folge, dass der Kolbenhub sehr viel geringer wäre oder, um den gleichen Hub zu erzielen, die Punkte B, E und vor allem G sehr viel weiter nach rechts wandern müssten, was den Platzbedarf der Maschine deutlich vergrößern würde.

## Anwendungen
Die Erfindung wirkte sehr schnell über die Dampfmaschine hinaus, denn die Wandlung von Bewegungsarten hat generell zentrale Bedeutung in der Technik.
Das Wattgestänge (ohne das Parallelogramm) wird verschiedentlich an Autos mit Starrachse oder mit Verbundlenkerachse zur Radführung verwendet, um eine Längs- oder Seitwärtsbewegung des Achskörpers zu verhindern. Die Vertikalbewegung der Achse entspricht damit sehr viel besser einer senkrechten geraden Linie als etwa bei Verwendung eines Panhardstabs. In Längsrichtung eingebaut wirkt es auch als Bremsnickausgleich.

Wattgestänge an einer Autoachse, schematisch.
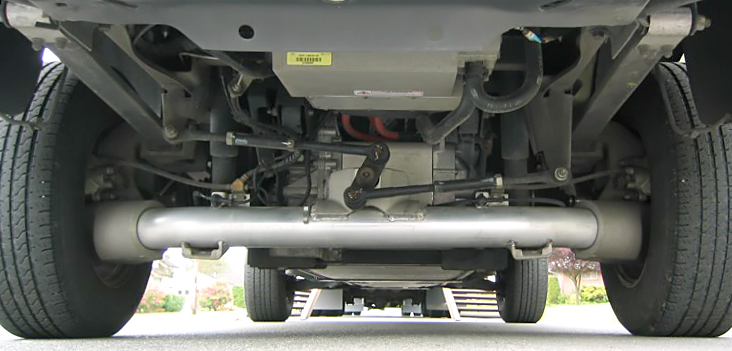
Wattgestänge an einer Hinterachse (Ford Ranger EV, 1998).
… und animiert.

In gleicher Weise wird das Wattgestänge unter dem Namen Lemniskatenlenker bei Schienenfahrzeugen eingesetzt, um die Radsatzlager insbesondere in Drehgestellen zu führen, die Radsätze parallel zu halten und die Zug- und Bremskräfte zu übertragen.

Lemniskatenlenker an einem Radsatzlager bei Schienenfahrzeugen (Prinzip)
Radsatzlager mit Lemniskatenlenkern
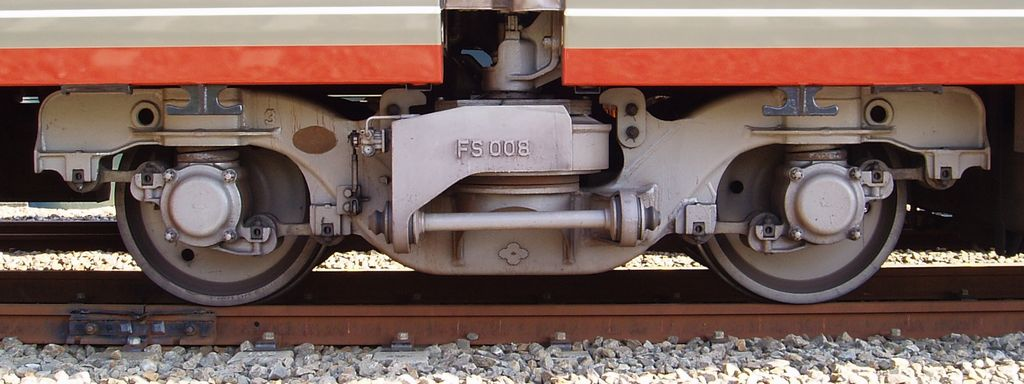
Jakobs-Drehgestell mit Lemniskatenlenkern (Typ 7000, Odakyu Electric Railway)

## Historische Herleitung

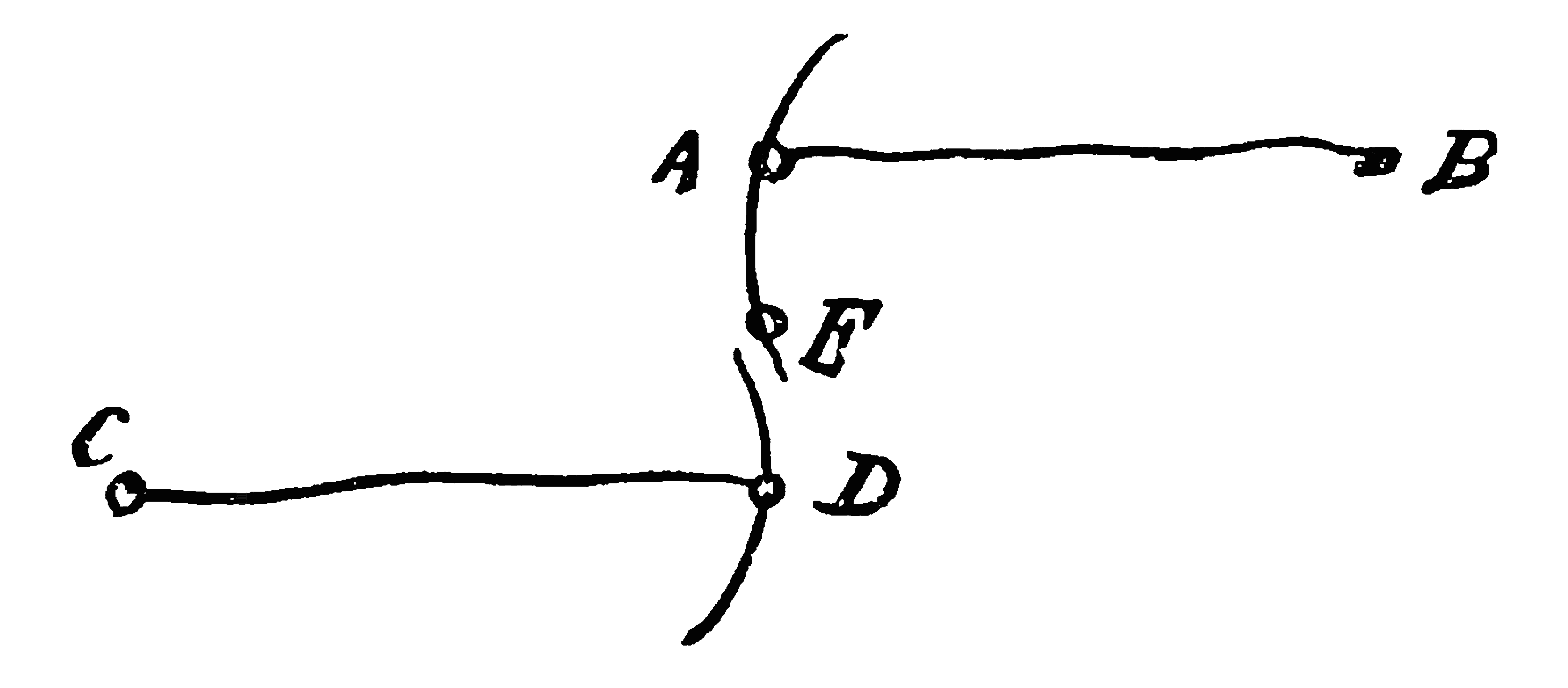
Original-Handzeichnung von James Watt in einem Brief an seinen Sohn vom 10. November 1808 über den Entwicklungsprozess zum Wattgestänge.

Zur Leistungssteigerung der von ihm konstruierten Dampfmaschinen suchte James Watt nach Möglichkeiten, den Zylinder seiner Maschine nacheinander von beiden Seiten mit Dampf anzuströmen, um so neben der damals üblichen aktiven Abwärtsbewegung des Zylinders auch eine aktive Aufwärtsbewegung des Zylinders erzeugen zu können. Man spricht in diesem Fall von einem doppeltwirkenden Zylinder. Hierfür benötigte Watt eine starre Kupplung des Zylinders mit dem Balancier; die bis dahin übliche Kupplung mittels einer Kette konnte nur abwärts ziehende Kräfte des Zylinders übertragen.
Der von Watt 1784 erfundene Watt-Mechanismus enthält das Wattgestänge, das die Rotationsbewegung des Balanciers in die geradlinige Bewegung des Zylinders umwandelt. Hierbei bedarf es in der Regel einer Größenanpassung: diese wird vom Watt-Parallelogramm geleistet, das die Bewegung des Wattschen Gestänges derart skaliert, dass die Kolbenstange der Maschine mit dem um einen festen Drehpunkt hin- und herschwingenden Balancier verbunden werden kann.
James Watt schrieb über seine Erfindung: „Obwohl ich um Ruhm mich nicht sorge, bin ich doch auf die Parallelbewegung stolzer als auf irgendeine Erfindung, die ich gemacht habe.“